# 阿塔爾

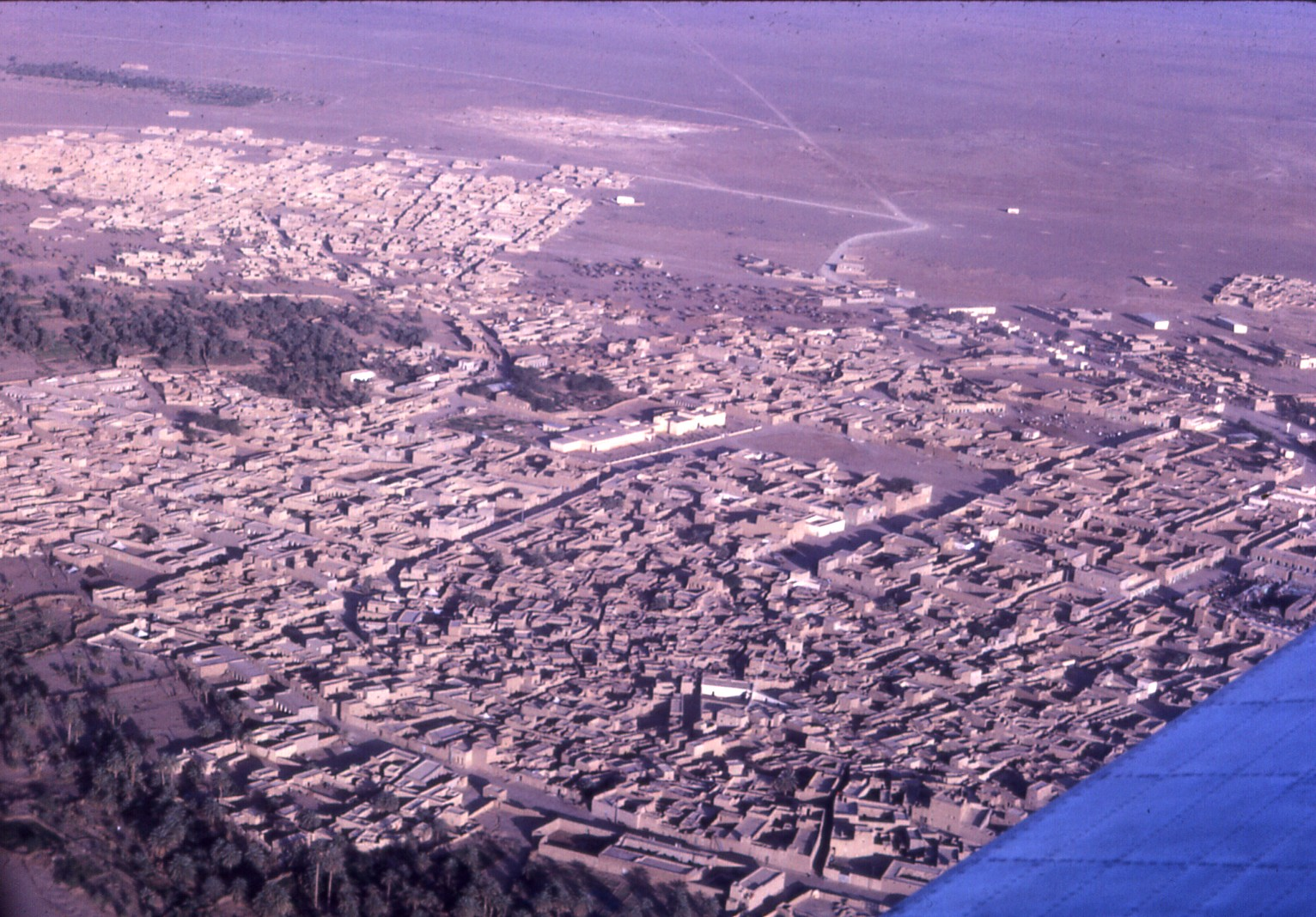
阿塔爾鳥瞰圖

阿塔爾（阿拉伯语：‎）是毛里塔尼亞西北部的城市，也是阿德拉爾省的首府，位於乾旱的撒哈拉大沙漠，一個俄羅斯的科研小組科研小組透過衛星分析地形發現一條水量足夠5萬人使用的地下河流，市內有機場、博物館和一座1674年建成的清真寺，2000年人口24,021。